# Alpen-Gänsekresse
Die Alpen-Gänsekresse (Arabis alpina) ist eine Pflanzenart aus der Gattung Gänsekressen (Arabis) innerhalb der Familie der Kreuzblütengewächse (Brassicaceae).

## Beschreibung

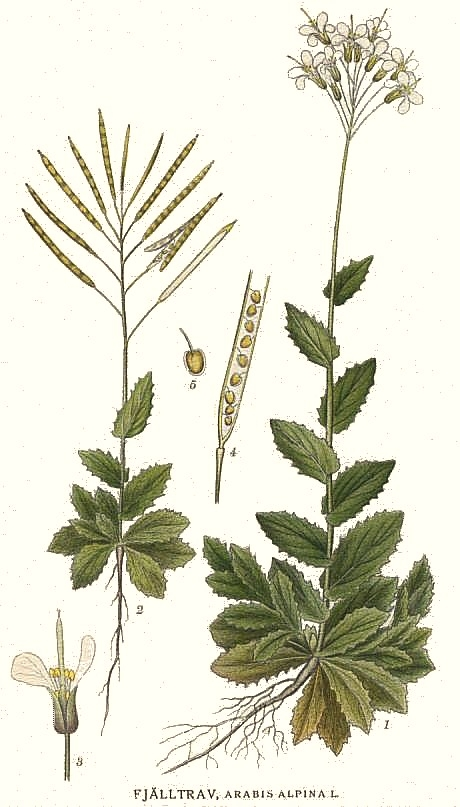
Illustration

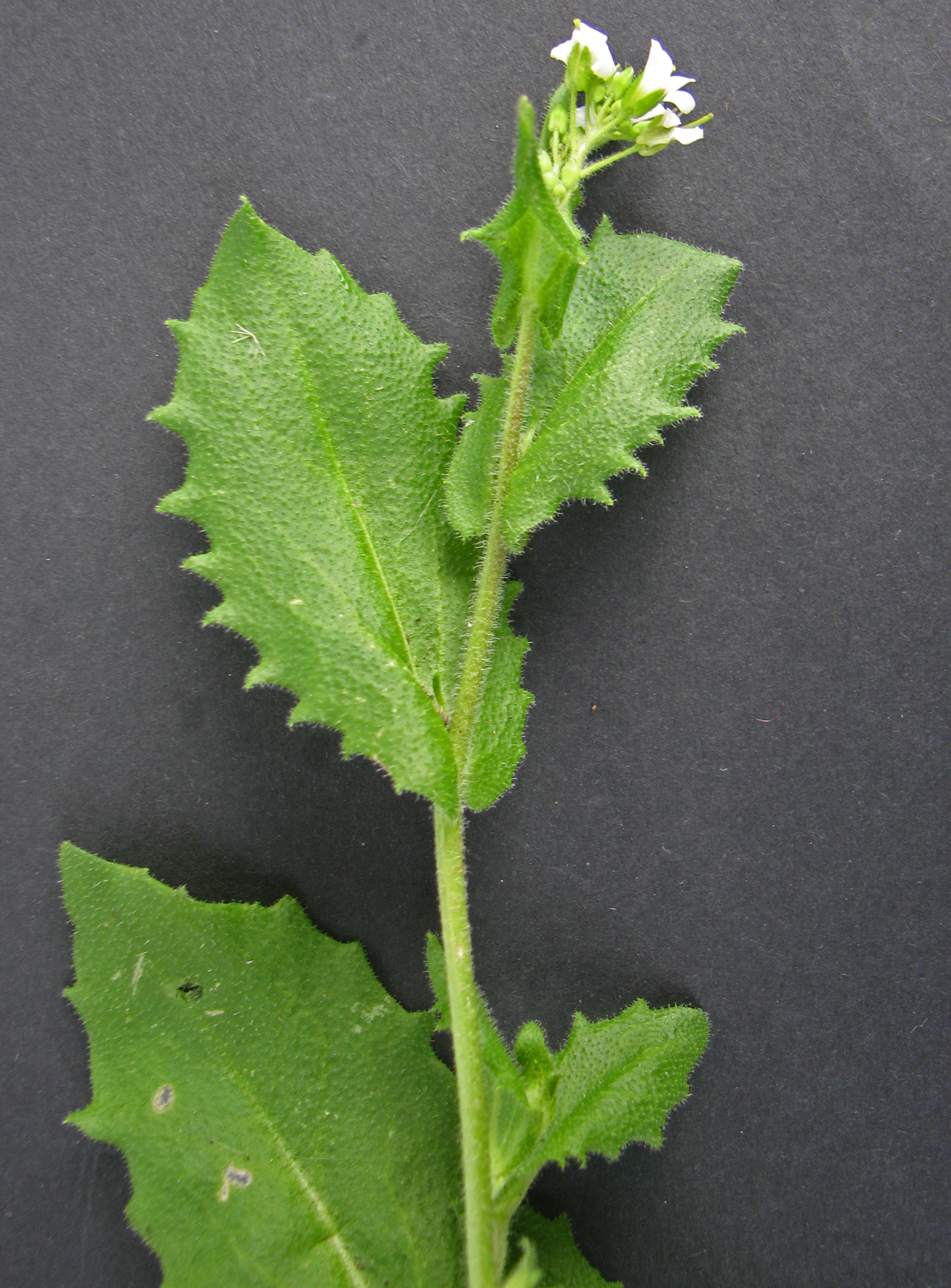
Charakteristische Laubblätter

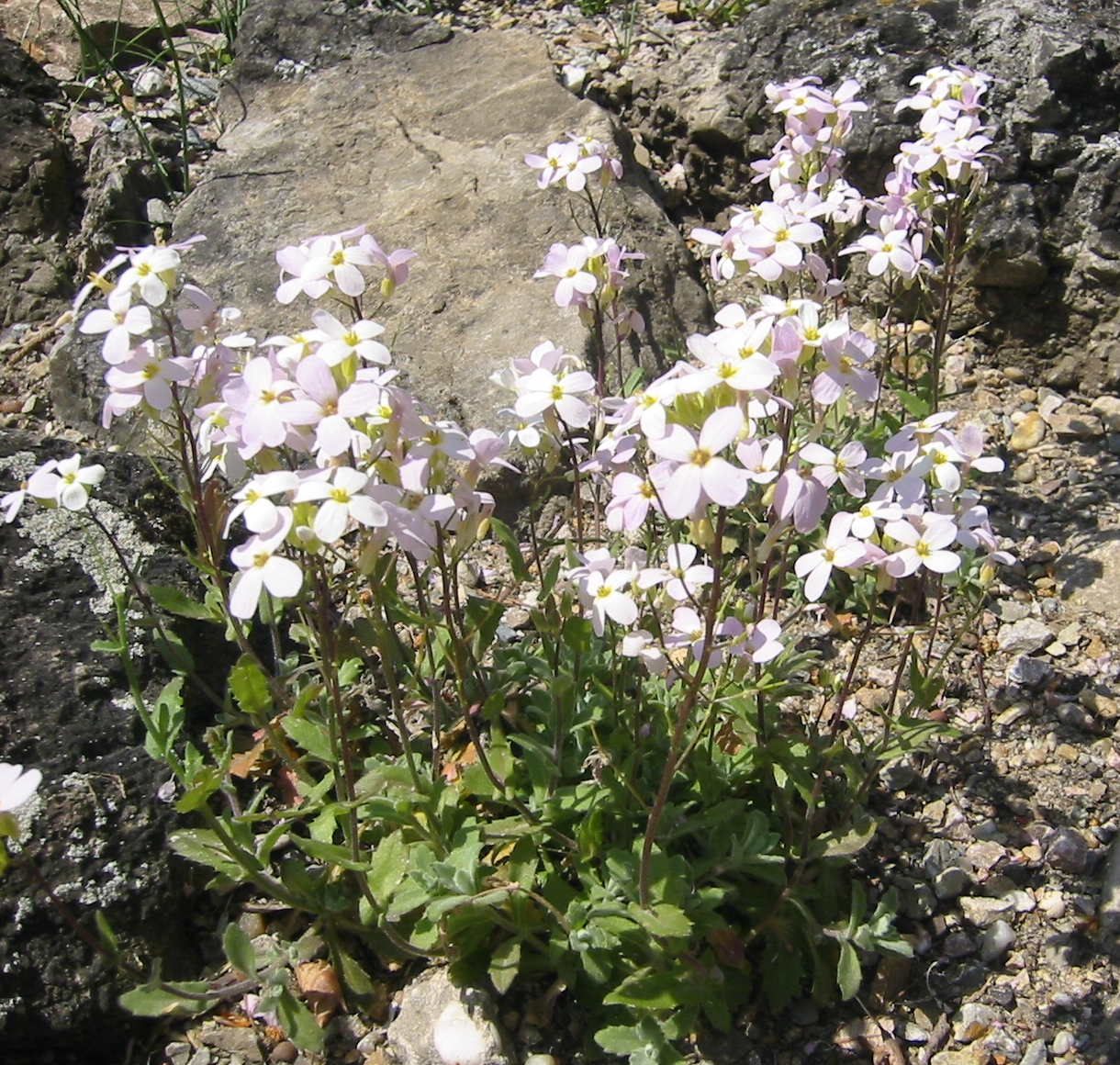
Habitus und Blütenstände

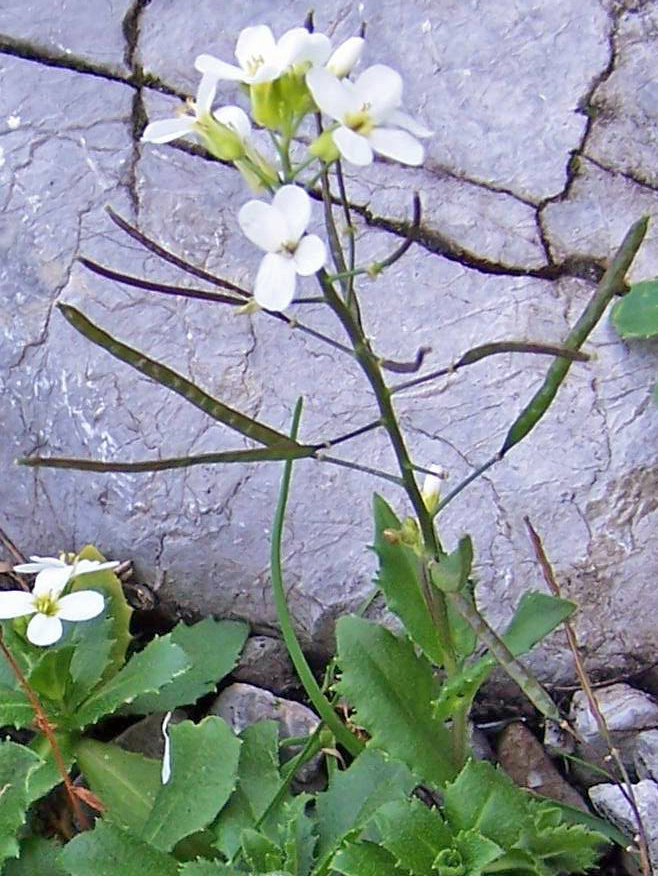
Blüten und Früchte

### Vegetative Merkmale
Die Alpen-Gänsekresse wächst als ausdauernde krautige Pflanze und erreicht Wuchshöhen von 10 bis 40 Zentimetern. Sie besitzt einen meist verzweigten Stängel. Sie entwickelt meist zwei bis fünf ausläuferartig waagerecht kriechende Stängel sowie sterile Blattrosette. Es gibt aufrechte oder aufsteigende Stängel, die einfach oder verzeigt sind und von einfachen und von Sternhaaren rau und sind reich beblättert sind.
Die Grundblätter sind kurz gestielt und in Rosetten angeordnet. Die Blattspreite der Grundblätter ist breit-oval und grob gezähnt. Die Stängelblätter sind wechselständig und herzförmig stängelumfassend.

### Generative Merkmale
Die Blütezeit reicht von März bis Herbst, manchmal blüht sie auch im Winter. Die Blüten sind dicht in einem traubigen Blütenstand angeordnet. Die Blütenstiele sind 5 bis 12 Millimeter lang, aufrecht-abstehend und meist kahl.
Die zwittrigen Blüten sind vierzählig. Es sind vier längliche, weiß hautrandige, 3 bis 4 Millimeter lange Kelchblätter vorhanden. Die vier weißen Kronblätter sind 6 bis 10 Millimeter lang, 2,5 bis 3,5 Millimeter breit und verschmälern sich allmählich in den Nagel (Unterscheidung zu ähnlichen Arten). Die längeren Staubblätter sind 6 Millimeter lang.
Die Schoten sind 20 bis 60 Millimeter lang und 1,5 bis 2 Millimeter breit. Die Samen sind kreisrund, flach, glatt und braun und besitzen einen ziemlich breiten Flügelrand.
Die Chromosomenzahl beträgt 2n = 16.

## Ökologie
Die Alpen-Gänsekresse besitzt sackförmige seitliche Kelchblätter, in denen sich Nektar aus Drüsen des Blütenbodens sammelt. Bei Sonnenschein ist aber der Zugang zu ihnen durch die Staubbeutel versperrt, was eine bessere Bestäubung sichert. Sie streut ihre Samen als Wintersteher auf den Schnee.
An der Alpen-Gänsekresse wurde erstmals von Ernst Gäumann der Falsche Mehltau Hyaloperonospora arabidis-alpinae (Syn. Peronospora arabidis-alpinae) festgestellt, von dem auch andere Kreuzblütengewächse befallen werden. Diese Falsche Mehltauart steht auf der Roten Liste „Pilze“ des Landes Sachsen. Die systematischen Stellung dieses Mehltaus wurde 2004 von Göker et al. revidiert.

## Inhaltsstoffe
Die Früchte enthalten Glucoarabin.

## Vorkommen
Die Alpen-Gänsekresse ist ein amphiatlantisches Florenelement. Arabis alpina ist in Europa, auf Grönland und im östlichen Nordamerika verbreitet. In Europa ist die Alpen-Gänsekresse aus Niederungen bis in Gebirgsregionen in Höhenlagen von etwa 3300 Metern (z. B. Kalkalpen) bekannt. In den Allgäuer Alpen steigt die Alpen-Gänsekresse am Nordgrat des Biberkopfs in Bayern in eine Höhenlage von bis zu 2420 Meter auf.
Standorte dieser kalkliebenden Pflanzenart sind meist Schutt, Geröll und Fels. Diese kälteliebende Pflanze ist als Relikt auch in Schluchten von Gebieten, die üblicherweise wärmeliebende Pflanzen beherbergen (Südharz, Fränkischer und Schwäbischer Jura) erhalten geblieben. Sie ist eine Klassencharakterart der Thlaspietea rotundifolii, kommt aber auch in feuchten Pflanzengesellschaften des Verbands Potentillion caulescentis vor.

## Systematik
Die Erstveröffentlichung von Arabis alpina erfolgte 1753 durch Carl von Linné in Species Plantarum, Tomus II, Seite 664.
Je nach Autor gibt es etwa drei Unterarten:
- Arabis alpina L. subsp. alpina: Sie kommt in Europa, Afrika, Nordasien, Nordamerika und Grönland vor. Die ökologischen Zeigerwerte nach Landolt et al. 2010 sind für Arabis alpina subsp. alpina in der Schweiz: Feuchtezahl F = 3 (mäßig feucht), Lichtzahl L = 4 (hell), Reaktionszahl R = 5 (basisch), Temperaturzahl T = 2 (subalpin), Nährstoffzahl N = 2 (nährstoffarm), Kontinentalitätszahl K = 3 subozeanisch bis (subkontinental).[8]
- Arabis alpina subsp. brevifolia (DC.) Greuter & Burdet: Sie kommt im asiatischen Teil der Türkei vor.[7]
- Arabis alpina subsp. caucasica (Willd.) Briq. (Syn.: Arabis thyrsoidea Sm., Arabis albida J.Jacq., Arabis billardieri DC., Arabis viscosa DC., Arabis flaviflora Bunge, Arabis flavescens Griseb., Arabis albida Steven ex Fisch. nom. inval.):[7] Sie gilt bei manchen Autoren als Garten-Gänsekresse (Arabis caucasica Willd.)